# Red Sonja (film din 1985)
Red Sonja (1985) este un film olandezo-american de sabie și vrăjitorie de acțiune regizat de Richard Fleischer. În rolurile principale joacă actorii Brigitte Nielsen (în rolul titular), Arnold Schwarzenegger, Sandahl Bergman, Ronald Lacey, Ernie Reyes, Jr., Paul L. Smith și Pat Roach. Scenariul se bazează pe personajul Marvel Red Sonja, creat de Roy Thomas, care a apărut prima oară în revista Marvel Conan Barbarul (nr. 23) din 1973. Personajul se bazează pe Red Sonya de Rogatino, un personaj fictiv inventat de R. E. Howard în povestirea sa, "The Shadow of the Vulture" (1934).

## Prezentare
Malefica regină Gedren de Berkubane și soldații ei atacă un templu unde preotesele păzesc un talisman magic care oferă mari puteri persoanei care îl deține. Ei ucid toate preotesele și fură talismanul pentru a cuceri țările vecine. 
Războinica Red Sonja decide atunci să plece în căutarea reginei care a furat acest talisman și i-a ucis sora, care era una dintre preotese, precum și familia ei, pentru a se răzbuna și a o împiedica pe Gedren să facă rău.
Ea va fi ajutată în misiunea sa de puternicul războinic Kalidor, Falkon și Prințul Tarn.

## Distribuție
- Brigitte Nielsen – Red Sonja (Sonia Roșcata)
- Arnold Schwarzenegger – Lord Kalidor
- Sandahl Bergman – Regina Gedren de Berkubane
- Paul L. Smith – Falkon
- Ernie Reyes, Jr. – Prințul Tarn
- Ronald Lacey – Ikol
- Pat Roach – Lord Brytag
- Terry Richards – Djart
- Janet Agren – Varna, sora Soniei
- Donna Osterbuhr – Kendra (Marea Preoteasă)
- Lara Naszinsky – slujitoare a reginei Gedren
- Hans Meyer – tatăl Soniei
- Francesca Romana Coluzzi – mama Soniei
- Stefano Maria Mioni – Barlok (fratele Soniei)
- Tutte Lemkow – Wizard
- Kiyoshi Yamasaki – Kyobo
- Tad Horino – Swordmaster
- Sven-Ole Thorsen – unul dintre gărzile de corp ale lordului Brytag
- Erik Holmey – garda de corp a lordului Brytag care se luptă cu Red Sonja înainte ca ea să-l omoare